# Toyota Tacoma
La Toyota Tacoma (トヨタ・タコマ, Toyota Takoma)  est une camionnette compacte dans sa première mouture (1995 à 2004), puis intermédiaire (depuis 2005). Fabriquée aux États-Unis et au Mexique par le constructeur automobile japonais Toyota, le Tacoma est vendu aux États-Unis, au Canada, au Mexique, au Panama, en Bolivie, aux Bermudes et en Nouvelle-Calédonie. Son nom rappelle le nom en salish du mont Rainier. 
Le Tacoma reçoit la distinction Camion de l’année de Motor Trend en 2005. 

## Première génération (1995-2004)
Le Tacoma a été introduit aux États-Unis en février 1995 en remplacement de l'Hilux, auparavant commercialisé aux États-Unis sous le nom de Toyota Pickup. Comparé à l'Hilux, le Tacoma est conçu avec une priorité accrue accordée à la qualité de roulement, la maniabilité, le confort et la sécurité, au détriment de la robustesse et à la capacité de charge utile. La conception est conçue pour mieux répondre aux besoins des marchés américain et canadien des camionnettes, où l'usage commercial, agricole et hors route est moins courant que celui de véhicule de promenade. 
Le développement a commencé en 1989, après le lancement du Toyota Pickup de cinquième génération à la fin de 1988, et s'est achevé en 1994. Les travaux de conception ont été effectués à Calty Design Research en Californie de 1990 à 1992, lorsque la proposition de conception extérieure de Kevin Hunter a été retenue à l’automne 1991, puis amenée dans sa forme définitive pour la production en 1992. Des brevets pour le despresin de production ont été déposés au Japon en avril 1993 et le 28 octobre 1993 aux États-Unis,.   
Le paquetage TRD Off-Road est introduit en 1998. Cet ensemble comprend un différentiel arrière verrouillable et n'est disponible que pour les modèles PreRunner et à quatre roues motrices équipés d'un V6. 
La première génération de Tacoma a subi une modification des phares, passant d'encastrés à affleurants en octobre 1996 sur les modèles à deux roues motrices. Deux restylages ont lieu, le premier en juillet 1997 et le second en octobre 2000. Les restylages consistent principalement en une mise à jour des grilles (années-modèle 1998 et 2001). Les modifications mécaniques incluent le passage aux allumages sans distributeur (bobine sur bougie) en 1996 et en 1997, et des ressorts à lames arrière plus longs. Un sac gonflable côté passager est ajouté en juillet 1997 et la puissance d'éjection du sac gonflable du côté conducteur est réduite. La plupart des modèles 4x4 sont équipés du système de déconnexion automatique du différentiel après 2000. 
Le modèle PreRunner est introduit pour l'année-modèle 1998. Le PreRunner est une version 2 roues motrices qui partage la même carrosserie et certains éléments mécaniques (suspension, p. ex.) avec les modèles à quatre roues motrices. 
Un nouveau modèle de cabine double conçu par Yusuke Fukushima est ajouté à la gamme en octobre 2000. La cabine double est accompagnée d'une boîte utilitaire de dimensions réduites, mais comparables à la concurrence. 
|                                                       |
| Année-modèle 1998-2000 à cabine Xtracab, à propulsion |

|                                         |
| Année-modèle 1998-2000 à cabine Xtracab |

|                                           |
| Année-modèle 2001-2004 à cabine régulière |

## Deuxième génération (2005-2015)
En 2000, Toyota commence à développer la deuxième génération de Tacoma sous la supervision de l’ingénieur en chef Chikuo Kubota. La majorité du travail de développement est effectuée par Hino au Japon. Les designers Shigeya Hattori et Hideo Karikomi d'Hino remportent le concours de design interne en 2001. Les conceptions finales sont approuvées pour la production en 2002, et les brevets déposés le 3 juillet 2003. Les mules d’essai sont testées à partir du début de 2003. Les prototypes sont construits plus tard en 2003, et leur développement s'achève au deuxième trimestre de 2004. 
Le 4 février 2004, au Salon de l'auto de Chicago (en), Toyota dévoile un Tacoma plus gros et plus puissant. Ce nouveau modèle est disponible dans dix-huit configurations différentes, comprenant trois configurations de cabine, quatre transmissions, deux moteurs et deux longueurs de boîte. Les trois configurations de cabine comprennent une cabine régulière, une cabine Accès et une cabine double dotée de quatre portières. 
Les Tacomas de deuxième génération sont assemblés à Tijuana et à Fremont, tandis que les boîtes de plastique sont construites au Mexique. En août 2009, Toyota annonce le transfert de la production de Tacoma de Fremont à San Antonio, au Texas, où Toyota produit déjà le Tundra. 
Un léger restylage a lieu en 2009, avec notamment une calandre légèrement révisée sur certains modèles, de nouveaux feux arrière à DEL et des modèles de phares X-Runner, TRD Offroad et TRD Sport avec garnitures de phares fumés. L'entrée audio auxiliaire est maintenant livrée de série. Les cabine Accès et double ont deux nouveaux haut-parleurs montés au plafond et une caméra de recul disponible. Quatre nouvelles couleurs extérieures sont également ajoutées au Tacoma.   
L’actualisation du modèle 2012 comporte un pare-chocs avant, des phares, une calandre, un capot, un nouvel habitacle et un antenne en aileron de requin pour capter la radio satellite. L'année de modèle 2013 comprend un système audio à écran tactile et supprime l'antenne à aileron de requin et la radio SiriusXM, sauf si le package Entune en option est installé. Les modèles 2014 sont livrés avec une nouvelle garniture SR et, pour l'année-modèle 2015, la cabine régulière est abandonnée. 
|                                                              |
| Année-modèle 2009 avec cabine Accès et quatre roues motrices |

|                                                  |
| Année-modèle 2012, cabine Accès et moteur 2TR-FE |

|                                  |
| Intérieur de l'année-modèle 2006 |

|                                                                |
| Année-modèle 2013 au Salon International de l'Auto de Montréal |

| Conducteur frontal    | 5/5 étoiles |
| Passager frontal      | 5/5 étoiles |
| Côté conducteur       | 5/5 étoiles |
| Côté passager arrière | 5/5 étoiles |
| Roulis                | 4/5 étoiles |

## Troisième génération (à partir de 2016)
Un nouveau modèle est lancé en janvier 2015 au Salon de l'auto de Détroit, puis mis en vente à partir de septembre 2015. La camionnette reprend des éléments de style du 4Runner 2014.
Un restylage est effectué pour l'année-modèle 2020,,.

## Ventes au Canada et aux États-Unis
| Année civile | Ventes  |
| ------------ | ------- |
| 2000         | 147 295 |
| 2001         | 161 983 |
| 2002         | 151 960 |
| 2003         | 154 154 |
| 2004         | 152 932 |
| 2005         | 168 831 |
| 2006         | 178 351 |
| 2007         | 173 238 |
| 2008         | 144 655 |
| 2009         | 111 824 |
| 2010         | 106 198 |
| 2011         | 110 705 |
| 2012         | 141 365 |
| 2013         | 159 485 |
| 2014         | 155 041 |
| 2015         | 179 562 |
| 2016         | 191 631 |
| 2017         | 198 124 |
| 2018         | 245 659 |